# Zombie Land Saga
Zombie Land Saga ist eine japanische Animeserie des Produktionsstudios MAPPA aus dem Jahr 2018. Eine Ausstrahlung erfolgte zwischen Oktober und Dezember gleichen Jahres. Eine zweite Staffel mit dem Titel Zombie Land Saga Revenge wurde angekündigt.
Vier Tage nach Start der Animeserie startete ein Web-Manga auf der Plattform Cycomi des Verlages Cygames. Geschrieben wird der Web-Manga von Megumu Soramichi.

## Handlung
Im Jahr 2008 kommt die Oberschülerin Sakura Minamoto auf dem Weg zu einem Vorsingen ums Leben, als sie überraschend von einem Truck erfasst wird. Zehn Jahre später wird Sakura gemeinsam mit sechs weiteren „legendären“ Mädchen aus verschiedenen Ären Japans durch den Totenbeschwörer Kotaro Tatsumi als Zombie ins Leben zurückgeholt und sie als die erste Zombie-Idol-Gruppe Franchouchou zusammenführt. Tatsumi versucht Saga mit dieser Gruppe zu revitalisieren.

## Produktion
Am 5. Juli 2018 kündigte Cygames die Serie an und gab eine Zusammenarbeit mit Axex Pictures bekannt. Als Regisseur wurde Munehisa Sakai ausgewählt. Das Drehbuch wurde von Shigeru Murakoshi geschrieben. Die Serie wurde im Animationsstudio MAPPA umgesetzt. Kasumi Fukagawa entwarf das Charakterdesign während die in der Serie verwendete Musik wurde von Yasharu Takanashi komponiert. Sowohl das Vorspannlied 徒花ネクロマンシー Adabana Nekuromanshī als auch der Titel im Abspann 光へ Hikari e wurde von Franchoucho – bestehend aus den Synchronsprecherinnen der weiblichen Hauptcharaktere der Serie – eingespielt und interpretiert.
Die zwölf Episoden umfassende erste Staffel wurde zwischen dem 4. Oktober und dem 20. Dezember 2018 im japanischen Fernsehen gezeigt. Crunchyroll zeigte die Serie mit englischen Untertiteln im Simulcast. Auf Funimation wurde die Serie mit englischer Audiospur gezeigt. Eine zweite Staffel wurde am 27. Juli 2019 unter dem Titel Zombie Land Saga Revenge angekündigt.
Der Vorspann- und Abspanntitel wurde jeweils auf eine eigene Single-CD mit den Stücken Fantastic Lovers bzw. Jellyfish veröffentlicht. Die beiden Stücke wurden von Iron Frill, der fiktiven Idol-Gruppe aus dem Anime in der Ai Mizuno bis zu ihrem Tod Mitglied war, gesungen. Beide Singles schafften einen Einstieg in die nationalen Singlecharts.

## Veröffentlichung
Im Mai 2021 kündigte der Verleger Kazé Anime an, die Serie im Laufe des Jahres in deutscher Sprache auf DVD und Blu-ray zu veröffentlichen. Zudem wurde Anfang Juli 2021 bekannt, dass die in der Serie vorkommenden Lieder eine deutsche Fassung erhalten werden.

## Charaktere

### Hauptcharaktere
Sakura Minamoto (源 さくら, Minamoto Sakura)
Sakura war zu ihren Lebzeiten ein gewöhnliches Mädchen, das die Oberschule besuchte und davon träumte, später ein Idol zu werden. Auf dem Weg zu einem Vorsingen wurde sie von einem herannahenden Truck überfahren und getötet. Sie ist die erste der sieben Zombies, die ihr Bewusstsein nach ihrer Wiederbelebung erlangt, wobei sie keine Erinnerungen an ihr altes Leben hat. Ihr Idol-Name ist Zombie 1.
Saki Nikaido (二階堂 サキ, Nikaidō Saki)
Ein Delinquent und die frühere Anführerin einer weiblichen Motorradgang, die die Kyūshū-Region erobern konnte. Sie starb im Jahr 1997 während eines Feiglingsspiels. Sie ist die gewählte Anführerin der Idol-Gruppe Franchouchou. Ihr Idol-Name ist Zombie 2.
Ai Mizuno (水野 愛, Mizuno Ai)
Ai war Teil der Idol-Gruppe Iron Frill, die von Sakura bewundert wurde. Sie kam im Jahr 2008 ums Leben, als sie bei einem Open-Air-Auftritt ihrer Gruppe von einem Blitz erschlagen wurde. Da sie nicht durch ihren tragischen Tod in Erinnerung bleiben will versucht sie ihr neues Leben als zweite Chance zu nutzen. Ihr Name bei Franchouchou ist Zombie 3.
Junko Konno (紺野 純子, Konno Junko)
Junko war in ihrem Leben ein eher zurückhaltendes Idol und während der Shōwa-Zeit in den 1980er-Jahren berühmt. Sie verstarb bei einem Flugzeugabsturz. Da sie aus einer Zeit ohne Soziale Medien stammt hat sie Vorbehalte persönlich mit ihren Fans zu interagieren. Bei Franchouchou heißt sie Zombie 4.
Yugiri (ゆうぎり, Yūgiri)
Eine Oiran die zwischen der Bakumatsu und der Meiji-Restauration im 19. Jahrhundert lebte. Yūgiri hat die Angewohnheit andere zu kritisieren wenn diese aufgeben auch wenn die Personen nicht die Aufgabe als ersten Gedanken hegen. Ihr Idol-Name innerhalb der Gruppe ist Zombie 5.
Lily Hoshikawa (星川 リリィ, Hoshikawa Ririi)
Geboren als Masao Go. Lily ist ein Transgender und war zu ihren Lebzeiten ein Kinderstar. Sie starb im Jahr 2011 an einem Herzinfarkt infolge von Belastung und eines mentalen Schocks über die beginnende Gesichtsbehaarung. Sie hat keine Vorurteile als Zombie wiedererweckt worden zu sein, sondern sieht dies als Chance auf ewig ein kindliches Aussehen zu behalten. Ihr Idol-Name ist Zombie 6.
Tae Yamada (山田 たえ, Yamada Tae)
Tae ist der einzige legendäre Zombie ohne Titel und muss ihr Bewusstsein wiederlangen. Sie ist, wenn auch unbeabsichtigt, die Namensgeberin der Idol-Gruppe. Ihr Idol-Name ist Zombie 0.

### Nebencharaktere
Kotaro Tatsumi (巽 幸太郎, Tatsumi Kōtarō)
Ein besessener Produzent und Totenbeschwörer der Sakura und die anderen Mädchen als Zombies erweckt und als Idol-Gruppe Franchouchou zusammenführt um die Präfektur Saga neu zu beleben. Er ist ein begabter Make-up-Künstler und kann die Zombies wie lebende Menschen aussehen lassen. Er trägt einen Vorrat getrockneten Tintenfisch bei sich um die Zombies zu beschwichtigen. Es stellt sich heraus, dass er Sakura aus der Oberschule kennt und versucht ihren Wunsch ein Idol zu werden zu erfüllen.
Romero (ロメロ)
Romero ist Kotaros untoter Pudel.
männlicher Polizist 1A (警察官A Keisatsukan A)
Ein Polizist unbekannten Namens, der des Öfteren auf Sakura und die anderen Zombies trifft.

#### Synchronisation
| Rolle           | Japanische Stimme (Seiyū) | Deutsche Stimme    |
| --------------- | ------------------------- | ------------------ |
| Sakura Minamino | Kaede Hondo               | Julia Bautz        |
| Saki Nikaido    | Asami Tano                | Laura Preiss       |
| Ai Mizuno       | Risa Taneda               | Angelina Markiefka |
| Junko Konno     | Maki Kawase               | Samina König       |
| Yugiri          | Rika Kinugawa             | Janina Dietz       |
| Lily Hoshikawa  | Minami Tanaka             | Amira Leisner      |
| Tae Yamada      | Kotono Mitsuishi          | Marget Flach       |
| Kōtarō Tatsumi  | Mamoru Miyano             | Oliver Scheffel    |

## Umsetzungen
Seit dem 8. Oktober 2018 erscheint ein von Meguru Soramichi geschriebener Manga auf der Webseite Cycomi von Cygames.

## Auszeichnungen und Nominierungen
Bei den dritten Crunchyroll Anime Awards, die am 16. Februar 2019 vergeben wurden, gewann die Serie in der Kategorie Bester Synchronsprecher (japanisch). Insgesamt wurde Zombie Land Saga in fünf Kategorien nominiert. Bei den fünften Anime Trending Awards konnte die Serie in diversen Kategorien eine Auszeichnung gewinnen, darunter für den besten Soundtrack, den besten Original-Anime, den besten Synchronsprecher, sowie in den Genre-Kategorien Bester Comedy-Anime und Bester Musik-Anime.

## Trivia
- Der Gouverneur der Präfektur Saga, Yoshinori Yamaguchi trat in dem Dokumentationsfilm Natsu no Saga, der über die Entstehung des Anime berichtet, als Kotaru Tatsumi verkleidet auf.[15]
- Das Aussehen des Charakters Kotaro Tatsumi basiert auf den japanischen Schauspieler Mamoru Miyano.